# Miel de sapin des Vosges
Le miel de sapin des Vosges est un miel issu de miellats déposés sur les branches des sapins blancs du massif vosgien. 
De couleur foncée nuancée de reflets verts, il est liquide. Il présente des odeurs balsamiques, de bourgeons de sapin. Il développe des saveurs maltées très caractéristiques et est exempt d’amertume. C’est un miel doux, agréable, à la sucrosité peu marquée.

## Production
Le miel n'est pas issu du butinage, mais du miellat, excrété par les pucerons suçant la sève des sapins sous forme de gouttelettes sucrées et dont les abeilles se nourrissent.

## Appellation d'origine contrôlée
Le miel de sapin des Vosges est une appellation d'origine protégée (AOP) décrétée depuis le 30 juillet 1996 ce qui en fait le premier AOP de miel en france et modifiée le 23 septembre 1999 et le 31 août 2010. En France, seul le miel de Corse bénéficie aussi d'une AOP.
Pour bénéficier de l'AOP, les miels doivent provenir de miellats butinés par les abeilles sur le sapin des Vosges (Abies pectinata lmk.) et doivent être exclusivement récoltés, décantés et agréés dans l'aire géographique définie par la liste suivante des cantons et communes : 
- Meurthe-et-Moselle : toutes les communes des cantons de Baccarat, Badonviller et de Cirey-sur-Vezouze ;
- Moselle : toutes les communes des cantons de Fénétrange, Lorquin, Phalsbourg, Réchicourt-le-Château, et de Sarrebourg ;
- Haute-Saône :
  - canton de Champagney : Plancher-les-Mines, Plancher-Bas ;
  - canton de Faucogney-et-la-Mer : Amont-et-Effreney, Beulotte-Saint-Laurent, Corravillers, Esmoulières, Faucogney-et-la-Mer, La Longine, La Montagne, La Rosière, Saint-Bresson ;
  - canton de Melisey : Belfahy, Belonchamps, Ecromagny, Fresse, Haut-du-Them (Château-Lambert), Melisey, Miellin, Saint-Barthélemy, Servance, Ternuay-Melay et Saint-Hilaire ;
- Vosges : toutes les communes des cantons de Bains-les-Bains, Brouvelieures, Bruyères, Charmes, Châtel-sur-Moselle, Corcieux, Darney, Dompaire, Épinal, Fraize, Gérardmer, Lamarche, Le Thillot, Mirecourt, Monthureux-sur-Saône, Plombières-les-Bains, Provenchères-sur-Fave, Rambervillers, Raon-l'Étape, Remiremont, Saint-Dié, Saulxures-sur-Moselotte, Senones, Vittel et de Xertigny ;
- Territoire de Belfort :
  - canton de Giromagny : Auxelles-Haut, Giromagny, Lepuix, Riervescemont, Vescemont ;
  - canton de Rougemont-le-Château : Lamadeleine-Val-des-Anges, Rougemont-le-Château.

## Composition
L'AOP impose une teneur en eau inférieure à 18 % et un taux d’hydroxyméthylfurfural inférieur à 15 mg/kg.